# Adrien Louis de Bonnières
Adrien-Louis de Bonnières, książę (od 1776) de Guînes (ur. 13 kwietnia 1735 w Lille, zm. 21 grudnia 1806 w Londynie) – francuski dyplomata.

## Berlin
W 1762 przerwał karierę wojskową, by zająć się służbą dyplomatyczna. Protegowali go César Gabriel de Choiseul-Praslin i Adrien Maurice de Noailles, przyjaciel Fryderyka Wielkiego, króla Prus. Noailles zorganizował de Bonnièresowi wyjazd do Prus w 1766 roku, a w 1768 mianowano go ambasadorem Francji w Prusach. Jednak szybko popadł w niełaskę tamtejszego dworu i już w listopadzie 1769 roku został odwołany z Berlina.

## Londyn
Później mianowano go ambasadorem w Londynie, którym był przez 6 lat (1770–1776), lecz w rzeczywistości funkcję tę sprawował tylko w okresach: od 1770 (27 XI) do 1771 (26 VIII), a dalej 1772 (13 stycznia) – 1773 (31 VII) i 1775 (10 VII) – 1776 (27 II).
W przeciwieństwie do swych poprzedników – szkalującego i opryskliwego Châteleta, Guerchy’ego trudniącego się kontrabandą i Duranda miał w Londynie znakomitą opinię pomimo romansu z Lady Elizabeth Craven.

## Proces z sekretarzem
20 kwietnia 1771 de Bonnières wytoczył proces przeciw swemu własnemu sekretarzowi, którym był Barthélemy Tort de la Sonde. Dyplomata oskarżył go o defraudację publicznych funduszy. Aresztowany Tort oświadczył, że działał tak z polecenia de Bonnièresa.
W Paryżu nowy (od 6 czerwca 1771 roku) szef MSZ Emmanuel Armand de Vignerot du Plessis stanął po stronie sekretarza. Maria Antonina poparła natomiast ambasadora. Ludwik XVI ustanowił komisję radców stanu, którzy minimalną większością 7 do 6 głosów poparli ambasadora.
Po wygranym procesie Maria Antonina zaczęła darzyć go swymi faworami. De Bonnières nadal był ambasadorem. Po powrocie z Londynu królowa uczyniła go księciem de Guînes. W 1784 otrzymał Order św. Ducha. Otrzymał też wkrótce biuro w Assemblée des notables. Marszałek Philippe Henri de Ségur mianował go generałem-pułkownikiem przed całą radą wojenną.
Gdy rozpoczęła się rewolucja francuska, de Bonnières wyemigrował do Anglii, skąd powrócił za Konsulatu (1799). Zmarł w 1806 roku.

## Życie prywatne
De Bonnières był dworzaninem wykształconym. Grał na flecie. Dla niego i dla jego córki (grającej na harfie) Wolfgang Amadeus Mozart skomponował w 1778 roku koncert na flet, harfę i orkiestrę (KV299). Mozart otrzymał jednak jedynie połowę należności za pracę dla księcia i za 24 lekcje gry na harfie dla jego córki, na co skarżył się w liście do swego ojca Leopolda.